# Zülow Gruppe
Die Zülow Gruppe, von der Gründung 1955 bis 2001 die Mühlviertler Künstlergilde, ist eine gemeinnützige Vereinigung von Künstlern und Kunstfreunden mit Sitz in Linz.
Die Künstlervereinigung wurde 2001 nach dem Gründungspräsidenten Franz von Zülow umbenannt und schränkte sich in ihrem Wirkungskreis im Wesentlichen auf künstlerische und wissenschaftliche Belange ein, da im Zuge des sich wandelnden Kunstverständnisses die ursprüngliche Bedeutung einer Künstlergilde als Vereinigung verschiedener Sparten des künstlerischen Ausdrucks nicht mehr als gegeben angesehen wurde.

## Beschreibung
Zur Umsetzung des Vereinszwecks wurde 1961 die Kulturzeitschrift Mühlviertler Heimatblätter gegründet (1982 in Mühlviertler Kulturzeitschrift umbenannt und 1994 eingestellt), Einzel- und Groß-Ausstellungen, Kunst- und Kulturwochen, Theateraufführungen, Lesungen, Galerie-Gespräche sowie Symposien durchgeführt, nationale und internationale Kontakte geknüpft und gepflegt.
Der nach dem Gründungspräsidenten Franz von Zülow gewählte Name Zülow Gruppe bezeichnete ab 1971 zunächst nur eine Gruppe der Mühlviertler Künstlergilde, die sich schon damals verstärkt auf den Kunstbereich konzentrierte und wird seit 2001 als ausschließliche Bezeichnung für die gesamte bisherige Mühlviertler Künstlergilde verwendet, wobei es allerdings auf Grund der Schwerpunktsetzung zu Änderungen in der Struktur der Mitglieder kam. Der vollständige Name der Vereinigung ist seit 2008 Zülow Gruppe, Kunstverein Galerie.

## Mitglieder (Auswahl)
Gründungsmitglieder waren neben Hans Stumbauer und Ernest Schimmel, u. a. Henriette Haill, Ernst Anderl (* 1907 in Neuhofen an der Ybbs; † 1983 in Freistadt), Albrecht Dunzendorfer, Franz Glaubacker, Josef Schnetzer, Heinrich Haider.
Neben Malern und Bildhauern gehörten ab 1960 bis zum Jahr 2000 auch Kunst- und Heimat-Historiker, Literaten und Musiker der Gilde an.
Mitglieder waren bzw. sind u. a.
Theodor Bohdanowicz, Renate Christin, Hubert Fischlhammer, Fritz Fröhlich, Hans Gerstmayr, Hermann Haider, Anton Mitmannsgruber, Otto Jungmair, Franz Kain, Günther Kleinhanns, Adolf Kloska, Hans Dieter Mairinger, Karl Mostböck, Gerhard Pilz, Ottmar Premstaller, Jutta Skokan, Hugo Schanovsky, Georg Stifter, Jutta Skokan, Heinrich Tahedl, Leopold Wandl

## Präsidenten und deren Stellvertreter
Zentrale Person und Präsident war von 1955 bis zu seinem Tod im Jahr 1963 Franz von Zülow. Als dessen Stellvertreter und geschäftsführender Obmann fungierte im selben Zeitraum Heinrich Haider.
- 1963 bis 1968 Otto Guem mit Stellvertreterin Hertha Schober-Awecker
- 1968 bis 1972 Hertha Schober-Awecker mit Stellvertreter Maximilian Stockenhuber
- 1972 bis 1979 Franz Kiesenhofer mit den Stellvertretern Maximilian Stockenhuber, Franz Kain und Ernst Balluf
- 1979 bis 1985 Adolf Öhler mit Stellvertretern Franz Kain, Ernst Balluf und Peter Ratzenböck
- 1986 bis 1988 Werner Sonvico mit Stellvertretern Ernst Balluf und Peter Ratzenböck
- 1989 bis 1993 Günther Kleinhanns mit Stellvertretern Ernst Balluf und Gerhard Balder
- 1994 bis 1999 Josef Hackl mit Stellvertretern Ernst Balluf und Gerhard Balder
- 2000 bis dato Gerd-Dieter Mirtl mit Stellvertretern Ernst Balluf († 2008), Edmund Linhart und Gerhard Balder

## Ehrungen für besondere Verdienste
Ehrenpräsidenten
- Ernst Balluf, war auch Träger des Zülow-Ringes
- Adolf Öhler
- Hans Stumbauer (Gründungsmitglied), war auch Träger der Zülow-Ehrennadel
- Otto Wutzl (war auch Ehrenmitglied und Träger des Zülow-Ringes)

Ehrenmitglieder
- Bertil Östbo
- Ernst Reifenauer
- Gerhard Balder
- Hermann Elmer
- Johann Feilmayr
- Helmut Scheibl
- Oskar Aistleithner
- Wolfram Mold

## Ausstellungen, Symposien, sonstige Aktivitäten
Ausstellungen und Symposien fanden zunächst ausschließlich im Mühlviertel statt, erst 1961 kam es zu einer ersten repräsentativen Ausstellung im Landesmuseum.
Das Konzept zur jährlichen Durchführung einer Woche der Mühlviertler Künstlergilde wurde 1971 in Grein begonnen und 1972 mit Kunstwochen gemeinsam mit dem Stifter-Institut und dem Linzer City Ring in der Johannes Kepler Universität Linz fortgesetzt. 1973 fand die Woche der Mühlviertler Künstlergilde in Bad Leonfelden statt.
Es bildete sich eine Kerngruppe um Ernst Balluf, der sich ab 1972 verstärkt engagierte und ein neues Signet entwarf. Mit der Durchführung von regelmäßigen Kunst-Standlmärkten wurde 1973 begonnen, führte in der Folge aber zu Diskussionen über die Einstellung zum künstlerischen Schaffen und dessen Ausdrucksformen sowie 1974 zur Bildung der Zülow Gruppe innerhalb der Künstlergilde, verbunden mit der Erweiterung des Aktionsradius. Insbesondere verlagerte sich die Ausstellungstätigkeit nach Linz, wo Galerieräume im Ursulinenhof zur Verfügung standen.
Durch die Erweiterung der internationalen Verbindungen sind Werke Mühlviertler Künstler in Deutschland, in der Schweiz, Italien, UdSSR und USA zu sehen. Weiters konnten die Mühlviertler Heimatblätter in verbesserter Druckqualität hergestellt werden.

## Galerie Zülow Gruppe

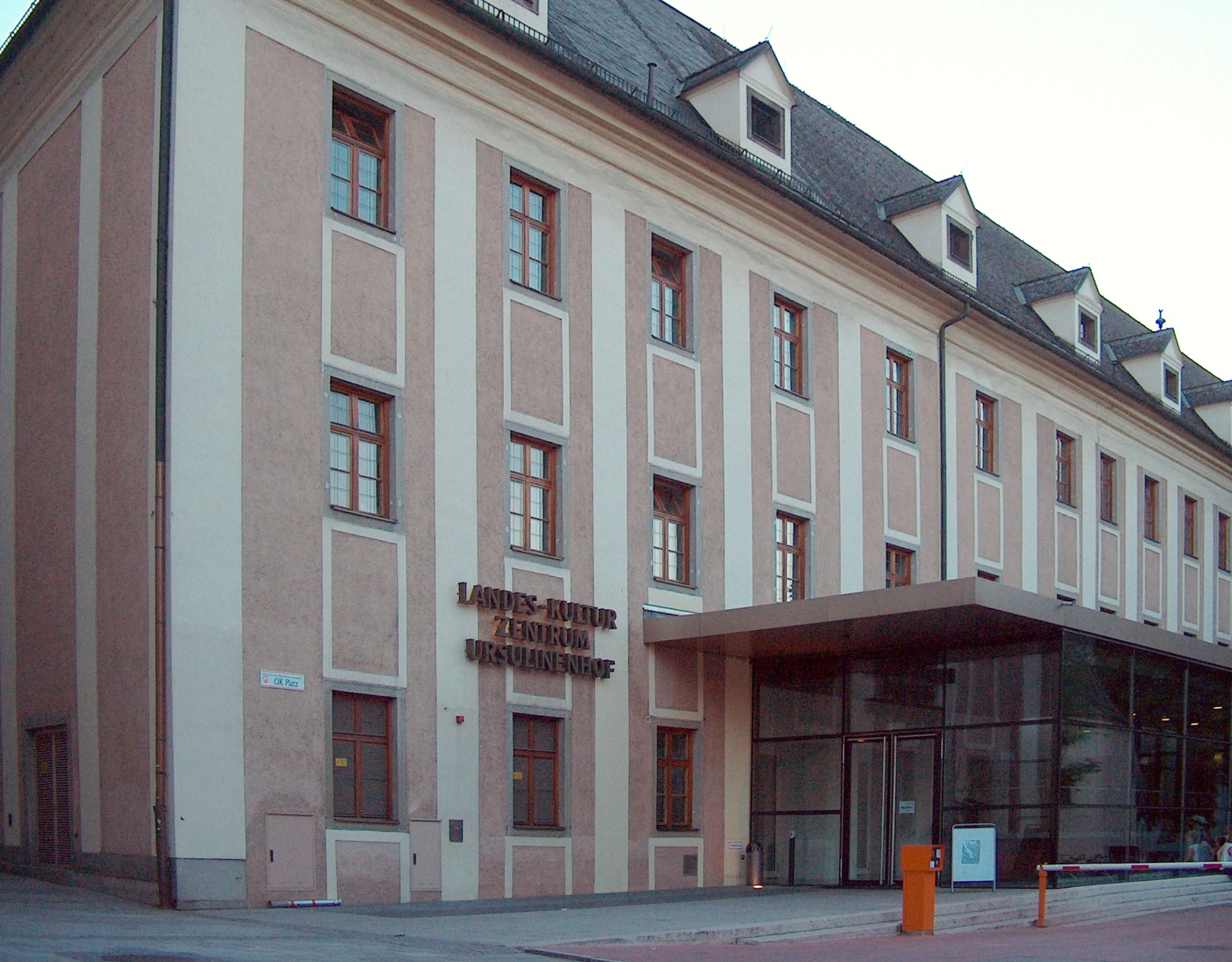
Zülow Gruppe bzw. Mühlviertler Künstlergilde, seit 1975 im Landeskulturzentrum Ursulinenhof

Die Mühlviertler Künstlergilde, jetzt Zülow Gruppe, verfügt seit etwa 1975 im Landeskulturzentrum Ursulinenhof über Ausstellungsräumlichkeiten in Linz. 2008 konnten neue Räume im 1. Stock des Gebäudes bezogen werden. Im Jahr 2011 haben mehr als 7000 Besucher die Ausstellungen besucht.
Die Galerie dient der Umsetzung der Vereinsziele der Zülow Gruppe, die sich als Kunstverein bezeichnet, der in Verbindung mit der Öffentlichkeit zur Anerkennung Achtung der Kunst beiträgt.
Die Ausstellungstätigkeit der Künstlervereinigung erstreckt sich darüber hinaus auf Galerien im In- und Ausland. Von den Künstlern der Vereinigung wurden bereits mehr als 500 Ausstellungen durchgeführt.
Von 1975 bis 2008 leitete Ernst Balluf die Galerie, zuletzt unterstützt von seinem Nachfolger Edmund Linhart.

### Großausstellungen in der Galerie im Ursulinenhof
- Das Porträt (1979) in Zusammenarbeit mit dem Kulturamt der OÖ. Landesregierung
- Raum Mühlviertel (1981)
- Donaulandschaft (1982)
- 1000 Jahre Oberösterreich (1983)
- Arche Mühlviertel – Hund, Katz und andere Viecher (1984)
- Brucknerland Oberösterreich in Södertälje (Schweden) (1985)
- Herlangor-Schweden-Impressionen (1986)
- Das große Format (1987)
- Thema 1938 (1988)
- Begegnung mit Linz (1990)
- 1000 Jahre Österreich – Ein Porträt (1996)
- Alles Zirkus (2001)
- Acrylbilder (2003)
- Grödner Bildhauer & Maler (2004)
- 50 Jahre Zülow-Gruppe (2005)
- Querbeet (2006)
- Die schöne Linzerin (2009)
- Ein Sommertraum (2011)
- Schau-Schau (2012)
- Sommerfrische (2013)
- Endlich Schatten (2014)
- In den Blättern – sanfter Wind (2015)
- HAND-SCHATTEn (2016)

### Gedächtnis-Ausstellungen, Werkpräsentationen
- Franz Poetsch (1986)
- Meilensteine – Etappen – Überblick über das Lebenswerk von Hans Stumbauer (1989)
- Albrecht Dunzendorfer (1997)
- Franz Glaubacker (1997)
- Lothar Fink (1999)
- Ernst Willi (1999)
- Werkschau Ernst Reischenböck (2000)
- Ludwig Schwarzer (2002)
- Franz Fischbacher (2005 und 2010)
- Hans Keplinger (2011)
- Max Stockenhuber (2011)
- Ernst Balluf (2011)
- Josef Wimmer (2012)
- Gerhard Balder (2012)
- Horst Linhart (2012)

## Mühlviertler Heimatblätter bzw. Mühlviertler Kulturzeitschrift
Die 1961 Kulturzeitschrift erschien zunächst sechsmal, später viermal jährlich und umfasste insbesondere die Dokumentation der Vereinsaktivitäten, Werke und Werkauszüge der Literaten, Historiker und bildnerisch Schaffenden sowie Beschreibungen des zeitgenössischen und historischen Kulturlebens des Mühlviertler Raumes in Wort und Bild.
Die Umbenennung der Mühlviertler Heimatblätter in Mühlviertler Kulturzeitschrift erfolgte 1982. Nach der ersten Nummer 1994 wurde die Zeitschrift eingestellt.